# Die Young
Die Young – singel amerykańskiej piosenkarki Keshy Sebert, wydany 25 września 2012 roku nakładem wytwórni fonograficznej RCA Records. Singel został wydany w celach promujących album Warrior.
Do singla został nakręcony teledysk którego zwiastun można było zobaczyć kilka dni przed premierą. Oficjalna premiera teledysku odbyła się 8 listopada 2012 roku na oficjalnym kanale Ke$hy na portalu YouTube, jego reżyserią zajął się Darren Craig.

## Listy utworów i formaty singla
- Digital download

1. "Die Young" – 3:33

- United Kingdom single

1. „Die Young”  – 3:33
2. „Die Young” (Instrumental)  – 3:33

- Digital remix

1. „Die Young” (Remix) (featuring Juicy J, Wiz Khalifa, & Becky G.) – 4:02

## Notowania i certyfikaty
| Lista (2012-13)                                | Pozycja |
| ---------------------------------------------- | ------- |
| Australia (ARIA)                               | 3       |
| Austria (Ö3 Austria Top 40)                    | 4       |
| Belgia (Ultratop 50 Flandria)                  | 19      |
| Belgia (Ultratop 50 Walonia)                   | 13      |
| Kanada (Canadian Hot 100)                      | 4       |
| Czechy (IFPI)                                  | 25      |
| Dania (Tracklisten)                            | 27      |
| Finlandia (Suomen virallinen lista)            | 19      |
| Francja (SNEP)                                 | 12      |
| Niemcy (Media Control AG)                      | 20      |
| Węgry (Rádiós Top 40)                          | 11      |
| Irlandia(IRMA)                                 | 14      |
| Włochy (FIMI)                                  | 10      |
| Japonia (Japan Hot 100)                        | 3       |
| Liban (Lebanese Top 20)                        | 1       |
| Meksyk Airplay Chart (Billboard International) | 17      |
| Holandia (Mega Single Top 100)                 | 56      |
| Nowa Zelandia (RIANZ)                          | 9       |
| Norwegia (VG-Lista)                            | 8       |
| Rumunia (Romanian Top 100)                     | 26      |
| Szkocja (The Official Charts Company)          | 3       |
| Słowacja (IFPI)                                | 14      |
| RPA (Mediaguide)                               | 8       |
| Korea Południowa (GAON)                        | 1       |
| Hiszpania (PROMUSICAE)                         | 34      |
| Szwecja (Sverigetopplistan)                    | 14      |
| Szwajcaria (Schweizer Hitparade)               | 23      |
| Turcja (Chart 30)                              | 1       |
| Wielka Brytania(Official Charts Company)       | 7       |
| US (Billboard Hot 100)                         | 2       |
| US Pop Songs (Billboard)                       | 1       |
| US Hot Dance Club Songs (Billboard)            | 8       |
| US Adult Pop Songs (Billboard)                 | 14      |

| Kraj                     | Certyfikat | Sprzedaż   |
| ------------------------ | ---------- | ---------- |
| Australia (ARIA)         | 3x Platyna | 210,000+   |
| Dania (IFPI Denmark)     | Złoto      | 15,000+    |
| Kanada (Music Canada)    | Platyna    | 80,000+    |
| Meksyk (AMPROFON)        | Złoto      | 30,000+    |
| Nowa Zelandia (RIANZ)    | Platyna    | 15,000+    |
| Włochy (FIMI)            | Platyna    | 30,000+    |
| Stany Zjednoczone (RIAA) | 2x Platyna | 2,000,000+ |

| Lista (2012)              | Pozycja |
| ------------------------- | ------- |
| Australia (ARIA)          | 43      |
| Francja (SNEP)            | 162     |
| Kanada (Canadian Hot 100) | 93      |
| US Billboard Hot 100      | 85      |
| US Hot Digital Songs      | 75      |

## Historia wydania
| Kraj              | Data              | Format           |
| ----------------- | ----------------- | ---------------- |
| Stany Zjednoczone | 25 września 2012  | Digital download |
| Australia         | 26 września 2012  | Digital download |
| Nowa Zelandia     | 26 września 2012  | Digital download |
| Europa            | 18 listopada 2012 | Digital download |
| Wielka Brytania   | 25 listopada 2012 | Digital download |
| Niemcy            | 23 listopada 2012 | CD single        |